# Silverback Gorilla
Silverback Gorilla – trzeci solowy album amerykańskiego rapera Sheeka Loucha. Wydany 18 marca 2008 roku. Pierwszym singlem promującym album jest "Good Love" wyprodukowany przez Reda Spydę. Powstał do niego klip i został pokazany na BET w RapCity. Drugi singel to "Keep Pushin'". Na płycie gościnnie wystąpili Jadakiss, Styles P, Bun B, Unk, Jim Jones, The Game i Fat Joe.
Album zadebiutował na 41 miejscu listy Billboard 200, w pierwszym tygodniu sprzedany nakładem 17,479 egzemplarzy.

## Lista utworów
| #  | Tytuł                    | Producent(ci)                  | Gościnnie                                | Czas |
| -- | ------------------------ | ------------------------------ | ---------------------------------------- | ---- |
| 1  | "Lottery [Skit]"         |                                |                                          | 0:31 |
| 2  | "Think We Got A Problem" | DJ B-Roc                       | Bun B, The Game                          | 3:36 |
| 3  | "Keep Pushin'"           | Marcus D' Tray                 | Mike Smith                               | 3:42 |
| 4  | "Good Love"              | Red Spyda                      |                                          | 3:18 |
| 5  | "D-Block/Dipset"         | Mr. Devine                     | Styles P, Jadakiss, Hell Rell, Jim Jones | 4:00 |
| 6  | "We At War"              | StreetRunner                   |                                          | 4:07 |
| 7  | "Scrap to This"          | Vinny Idol                     |                                          | 3:19 |
| 8  | "Don't Be Them"          | Doc Little                     |                                          | 3:40 |
| 9  | "Gettin' Stronger"       | Soul G                         | Styles P, Jadakiss                       | 3:37 |
| 10 | "That's A Soldier"       | Vinny Idol                     |                                          | 3:12 |
| 11 | "What What"              | Dame Grease                    | Bully                                    | 3:42 |
| 12 | "We Comin'"              | DJ Montay                      | Unk                                      | 4:31 |
| 13 | "Crowd [Skit]"           |                                |                                          | 0:43 |
| 14 | "We Spray Crowds"        | Mr. Devine                     |                                          | 3:44 |
| 15 | "Rubber Grip"            | J. Cardim for Dice Music Group | Fat Joe, Styles P                        | 3:32 |
| 16 | "2 Turntables & A Mic"   | Red Spyda                      |                                          | 2:56 |
| 17 | "Mic Check"              | Vinny Idol                     |                                          | 3:51 |
| 18 | "Go Hoodlums"            | Vinny Idol                     |                                          | 3:31 |

## Notowania
| Lista (2008)       | Miejsce |
| ------------------ | ------- |
| Billboard 200      | 41      |
| R&B/Hip-Hop Albums | 8       |
| Independent Albums | 3       |
| Rap Albums         | 5       |